# Дубъязы
Дубъя́зы (тат. Дөбъяз) — село в Высокогорском районе Республики Татарстан. Административный центр муниципального образования «Дубъязское сельское поселение». Находится в зоне хвойно-широколиственных лесов Западного Предкамья. Основание деревни относится ко временам Казанского ханства. В конце XIX — начале XX века деревня — один из центров сельского ичижного и золотошвейного промыслов. С 1930 по 1963 год было центром одноимённого района. Население в 2020 году достигало 1866 жителей, в 2021 году оно составляло 1736 человек.

## География

### Географическое положение
Находится в зоне хвойно-широколиственных (смешанных) лесов, в Западном Предкамье, на реке Касымов. Располагается в 30 км к северо-западу относительно районного центра — посёлка железнодорожной станции Высокая Гора. Высота над уровнем моря — 117 м.

### Климат
Село располагается в климатическом районе IВ. Среднегодовая температура воздуха составляет 4,6 °С. Среднегодовое количество осадков — 568,5 мм. На территории села преобладают ветры западного и южного направлений. Среднегодовая скорость ветра составляет 2,5 м/сек.
Согласно Классификации климатов Кёппена, климат села классифицируется как Dfb — влажный континентальный климат с тёплым летом.
| Показатель              | Янв.  | Фев.  | Март | Апр. | Май  | Июнь | Июль | Авг. | Сен. | Окт. | Нояб. | Дек. |
| ----------------------- | ----- | ----- | ---- | ---- | ---- | ---- | ---- | ---- | ---- | ---- | ----- | ---- |
| Средняя температура, °C | −11,1 | −10,8 | −4,9 | 3,7  | 12,6 | 17,1 | 19,9 | 18   | 11,9 | 4,6  | −2,6  | −8,2 |
| Норма осадков, мм       | 49    | 39    | 44   | 40   | 49   | 64   | 69   | 63   | 59   | 64   | 53    | 51   |
| Источник:               |       |       |      |      |      |      |      |      |      |      |       |      |

## История и этимология
Основание деревни относится ко временам Казанского ханства. Располагалось на территории Алатской даруги, через селение из Казани в Вятские земли вёл Большой Алатский тракт. Название села произошло от тат. дөп (төп) (центр) и тат. яз. В XVIII — первой половине XIX века жители относились к сословию государственных крестьян, происходивших из служилых татар. 
Помимо традиционных повсеместных земледелия (сельская община владела 1739,8 десятинами земли в начале XX века) и скотоводства, обычным занятием жителей также был кирпичный промысел. Также жители несли лашманскую повинность. В конце XIX — начале XX века деревня — один из центров сельского ичижного и золотошвейного промыслов. По «Сведениям о промыслах и заработках крестьян Казанского уезда по волостям» 1895 года, жители деревни занимались такими промыслами: выделка кирпича — 50, извоз — 10, кузнечный — 1, работа на мукомольных мельницах — 4, печной — 1, работа на пивоваренных заводах — 20, токарный — 65, услуги у торговцев — 9 человек. В начале XX века из хозяйственных построек в селе отмечалось наличие кузницы, двух крупообдирок и пяти ветряных мельниц. В конце XIX века медресе деревни было одним из наиболее известных учебных заведений Заказанья. В начале XX века в селе действовали две мечети и мектеб. В июле 1861 года происходили волнения татарских крестьян соседней деревни Малый Сулабаш, поддержанных жителями Дубъязов, оказавших сопротивление прирезке части используемой ими земли в пользу помещика Мамаева.
В 1918—1938 годах в селе действовала начальная школа. В 1931 году в селе был создан колхоз «Узяк». В 1960—1969 годах в селе находилось правление колхоза им. М. Джалиля. В 1969 году на его базе был образован птицеводческий совхоз «Дубъязский». В 1995 году совхоз села был реорганизован в сельскохозяйственный производственный кооператив. В конце 1920-х годов в селе была создана объединённая ичижная артель «Суук су». В послевоенный период ичижный промысел был восстановлен, в 1961 году был реорганизован в Дубъязскую фабрику национальной обуви, в 1972 году объединённую с Арской. В 1996—2016 годах действовали предприятия по пошиву национальной обуви.
До 1920 года деревня была в составе Алатской волости Казанского уезда одноимённой губернии. С 1920 года — Арского кантона ТАССР (в 1924 г. — волостной центр). В связи с упразднением кантонного деления в республике, 10 августа 1930 года стало центром вновь образованного одноимённого района. В результате реформы административно-территориального деления, 1 февраля 1963 года перешло в Зеленодольский, а 12 января 1965 года — в Высокогорский район.

## Население
| 1782  | 1859  | 1870  | 1883  | 1897  | 1908  | 1910  |
| ----- | ----- | ----- | ----- | ----- | ----- | ----- |
| 163   | ↗917  | ↘913  | ↗1108 | ↗1165 | ↗1448 | ↗1464 |
| 1920  | 1926  | 1938  | 1949  | 1958  | 1970  | 1989  |
| ↘1299 | ↗1375 | ↗1428 | ↘1211 | ↗1330 | ↗1352 | ↗1580 |
| 2002  | 2010  | 2017  | 2020  | 2021  |       |       |
| ↗1684 | ↗1737 | ↘1715 | ↗1866 | ↘1736 |       |       |

В 1782 году при подсчёте учитывались только мужчины. По переписи 2021 года в селе жили 1736 человек. Из 1726 указавших национальность были 1576 татар, 92 русских и 88 представителей других национальностей. Русский язык был родным для 104 человек (при этом использовали его 1443 человека), татарский — для 1572 (использовали 1382 человека). По переписи 2010 года — 1737 человек (татары — 96%). По переписи 2002 года — 1684 жителей (татары — 95%). В селе родилась Гульнара Сергеева (р. 1960) — государственный и политический деятель, депутат Государственной Думы пятого созыва.

## Экономика
Сельскохозяйственные производители села специализируются на полеводстве, животноводстве. На территории села с 2017 года действует сельскохозяйственное предприятие — общество с ограниченной ответственностью «Агро-Технологии». Имеются кирпичный завод, предприятие строительной промышленности, предприятие по производству обуви, лесопилка, пекарня, пасека, машинно-тракторный парк, два ветеринарных участка, пять производственных баз.

## Транспорт
Общественный транспорт представлен междугородным автобусными маршрутом «Казань — Большая Атня — Казань». От Казани (автовокзал «Восточный») до села существует регулярное автобусное сообщение. Через село проходят автомобильные дороги общего пользования регионального значения: Каменка — Дубъязы — Большая Атня, «Казань — Йошкар-Ола» — Большой Кульбаш — Дубъязы, Дубъязы — Алан-Бексер — Большой Битаман — Бикнарат. На территории села имеются объекты автомобильного транспорта: две автомобильные заправочные станции и объект придорожного сервиса.

## Инфраструктура
В селе с 1938 года (по другим сведениям, с 1984 г.) действует средняя школа, с 1951 года — участковая больница, с 1985 года — детский сад, с 1995 года — детский оздоровительно-образовательный (профильный) центр «Каскад» и горнолыжный комплекс «Каскад». Имеются универсальная спортивная площадка, почтовое отделение, отделение Сбербанка, участковый ветеринарный пункт, пожарная часть, кладбище площадью 7,6434 га.

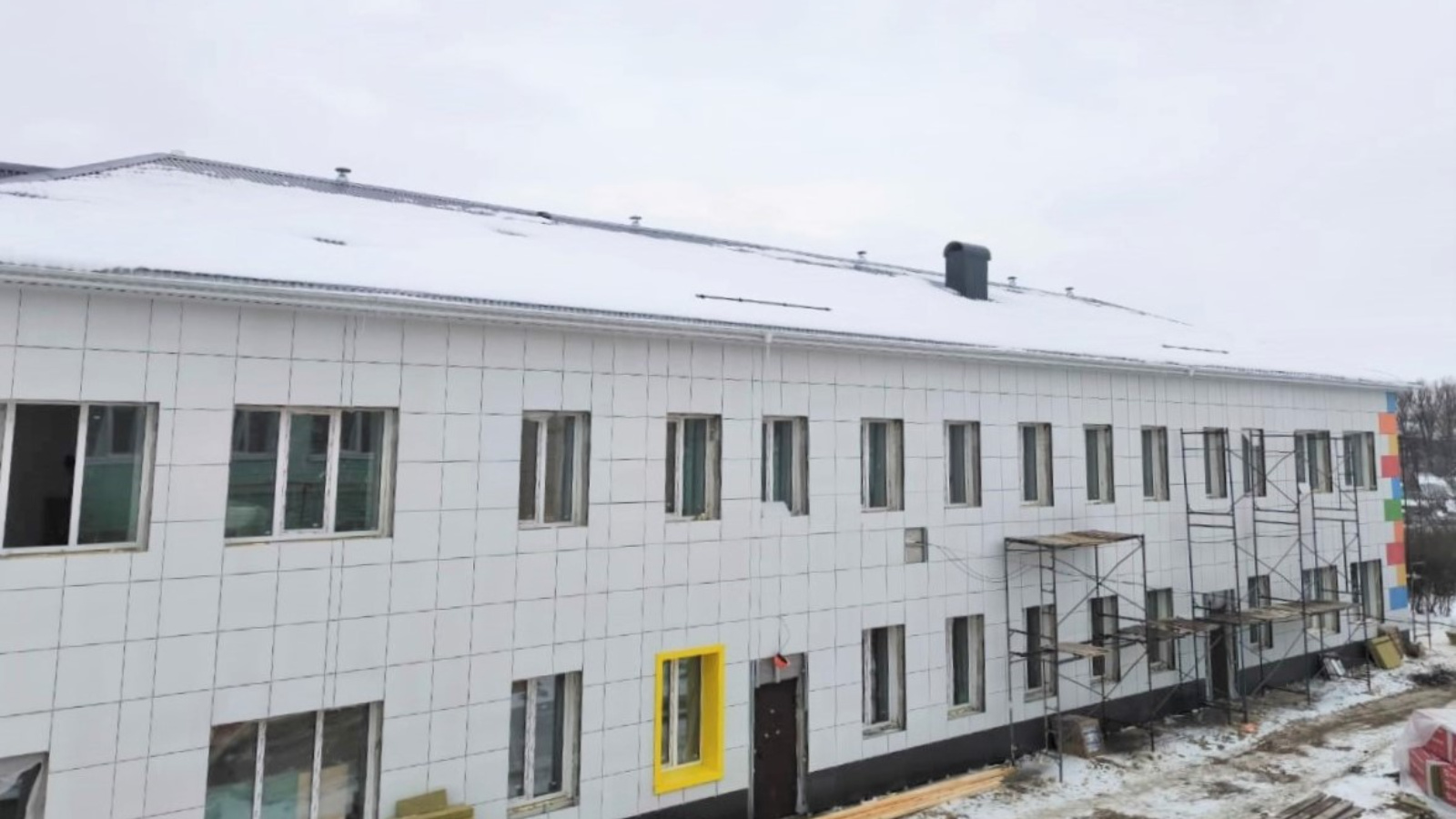
В селе Дубъязы ведётся капремонт детского сада «Гульчачак»

Общая площадь села — 339,518 га. В селе 27 улиц и 1 переулок. Жилая застройка представлена индивидуальными и многоквартирными жилыми домами. Сетями электроснабжения, газоснабжения, водоснабжения охвачено 100% территории. Источниками централизованного хозяйственно-питьевого водоснабжения являются восемь водозаборных скважин. Централизованное водоотведение, теплоснабжение отсутствуют. Водоотведение осуществляется с помощью индивидуальных станций очистки сточных вод или емкостных накопителей отходов. Отопление зданий осуществляется с помощью индивидуальных отопительных систем, работающих на различных видах топлива. Телефонная и сотовая связь (две базовые станции сотовой связи), эфирное и цифровое вещание, Интернет доступны.

## Культура и религия
С 1930 года работает сельская библиотека, с 1984 года — детская школа искусств им. Салиха Сайдашева. Имеется сельский дом культуры. В селе действует театральный коллектив «Тамаша». В окрестностях села известны находки булгарских серебряных и медных динаров XIII века. В селе находится местная мусульманская религиозная организация — сельский приход Духовного управления мусульман Республики Татарстан. С 1993 года действует мечеть.